# سمفونی شماره ۸۳ (هایدن)
سمفونی شماره ۸۳ (فرانسوی: La poule‎) در سل مینور دومین سمفونی از سمفونی‌های پاریس است که یوزف هایدن آن را در سال ۱۷۸۵ خلق کرده است. این سمفونی به نام سمفونی مرغ نیز شهرت دارد.